# 隠岡遺跡

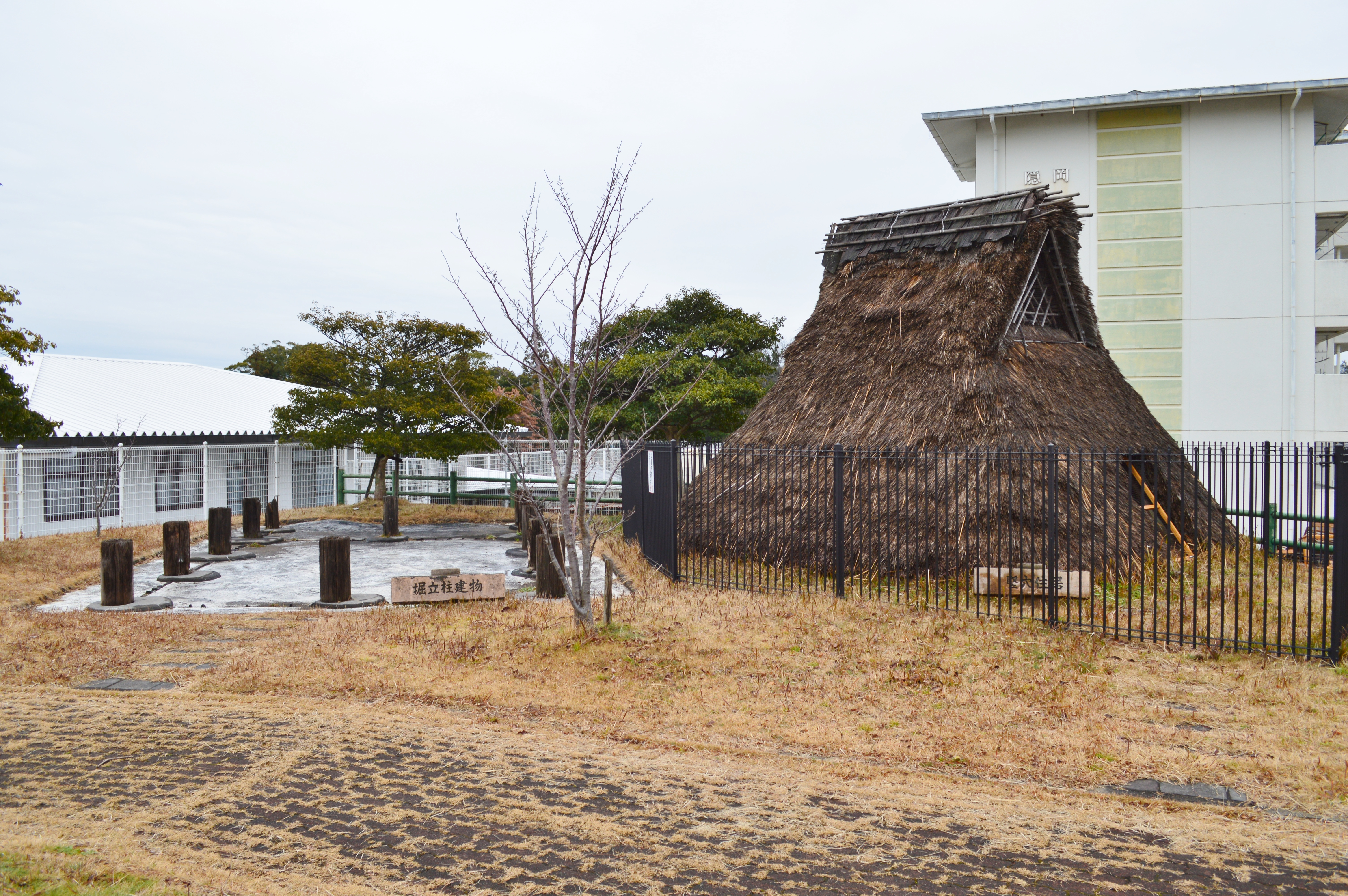
掘立柱建物跡・竪穴建物（復元）

隠岡遺跡（かくれがおかいせき）は、三重県伊勢市倭町にある、弥生時代および平安時代の複合遺跡。宮川以南、伊勢市内で初めて見つかった3世紀末の集落跡であり、伊勢神宮がこの頃に伊勢に鎮座したことを間接的に示す重要な遺跡である。

## 概要
弥生時代のムラの跡と平安時代の建築群跡の複合遺跡である。遺跡は隠岡遺跡公園として整備され、市民の憩いの場となっている。

## 遺跡の発見
1984年（昭和59年）末、伊勢市教育委員会を中心とする遺跡調査会は、伊勢市倭町の小字隠岡で弥生時代後期の建物跡を18軒発見した。遺跡の発掘事業は1983年（昭和58年）から市営住宅の建設に当たって事前調査として開始され、総面積約2,300m2が発掘された。
最終的に計22軒の弥生時代の建物跡が見つかった。この発見は5世紀頃まで伊勢周辺は原野であったという学説を覆した。平安時代の遺跡としては掘立柱建物6棟、総柱建物3棟が発見されている。

## 出土品
弥生時代の遺物は、壺、甕、斧、高坏などの道具類、平安時代の遺物は、緑釉陶器、土師器、須恵器、志摩式製塩土器などの器類が発見されている。

## 伊勢神宮との関係
『日本書紀』の記述によれば、伊勢神宮の鎮座は垂仁天皇の代とされる。田中卓の私見では、これを3世紀後半から4世紀初頭であるとする。
隠岡遺跡自体は伊勢神宮と直接関係するわけではない。ただし隠岡遺跡の発見により、「5世紀頃まで人は住んでいなかった」として伊勢神宮の創建を3世紀頃とする見解に反対していた人々の主張を覆したのである。すなわち『日本書紀』の通り、3世紀に伊勢神宮が鎮座していても何ら不思議ではないと主張することが可能となったのである。更に伊勢市中村町の桶子遺跡（おけごいせき）で銅鐸の破片が発見されたことや、江戸時代の遺構さえ2 - 3メートルも掘らねばならないなど相当に厚く堆積しているため、古い遺跡の発見が進まない可能性が指摘されたことにより、「5世紀頃まで人は住んでいなかった」と言う説は一応解消された。
隠岡遺跡の付近には、伊勢神宮の鎮座地を定めた倭姫命の陵墓（宇治山田陵墓参考地）がある。倭姫命の陵墓と隠岡遺跡の標高はほぼ同じで、「美人坂」と通称される道路の建設の際に、両地域間が開削されたとみられる。また地名「隠岡」は、倭姫命が石隠れしたことから命名された。
平安時代の出土品は特殊な土器であり、建物の規模が大きいことから、当時尾上長（おのえのかみ）と呼ばれていた豊受大神宮禰宜の度会氏の居住地跡である可能性が指摘されている。

## 隠岡遺跡公園

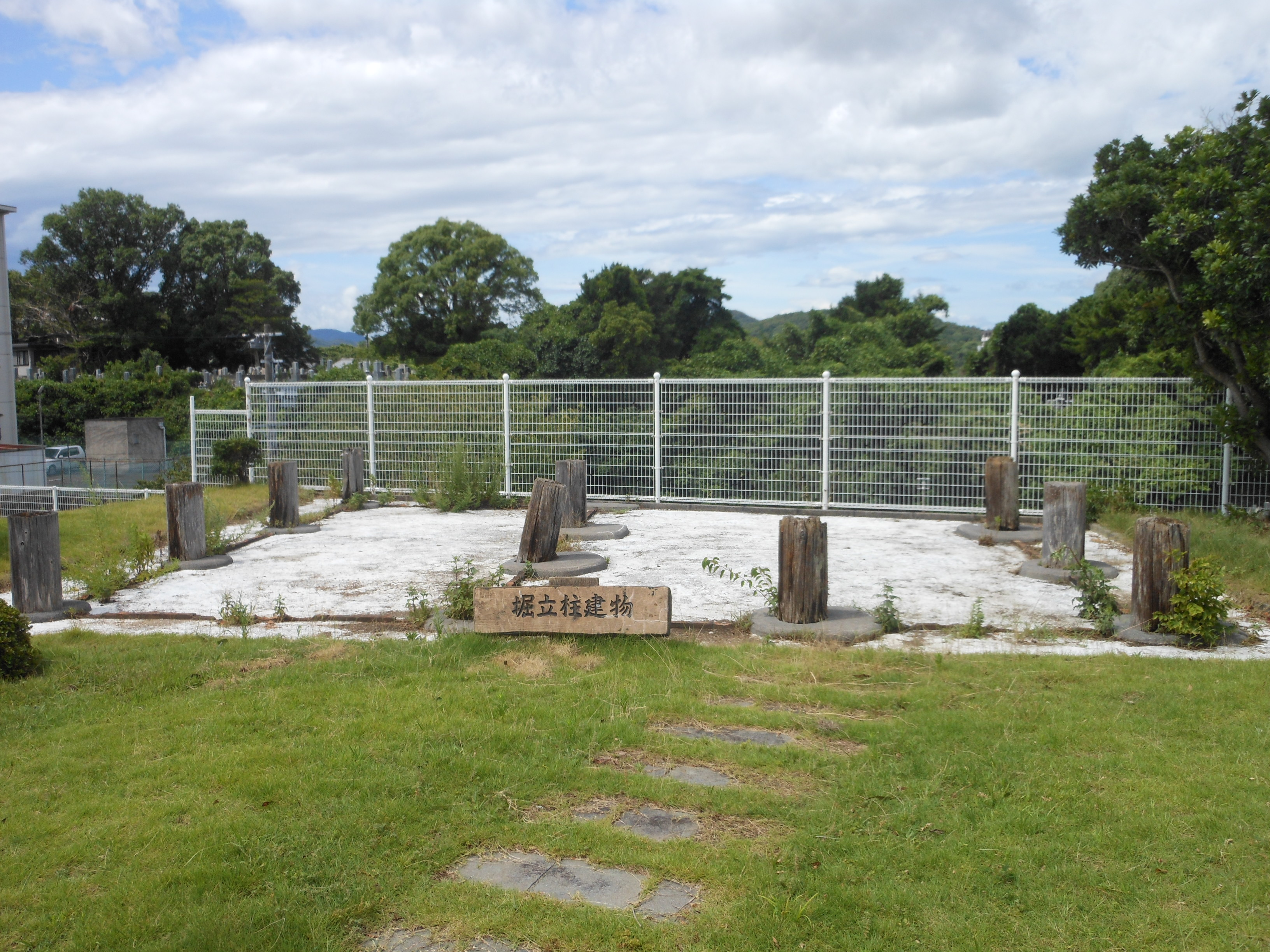
掘立柱建物跡

遺跡は公園として整備されている。園内には再現された竪穴建物1軒と掘立柱建物2棟がある。竪穴建物は通常鍵がかかっているが、伊勢市教育委員会の立ち会いがあれば中に入ることができる。内部は8畳ほどの広さがある。

## 交通
周辺は住宅街である。近鉄山田線・鳥羽線宇治山田駅より徒歩約15分である。光明寺から御幸道路（県道22号・37号）を東に進むと交差点（二見街道入口）があり、そこから坂を上る（南下する）と遺跡に到達する。